# Copa Intertoto da UEFA de 1999
A Copa Intertoto da UEFA de 1999 foi a 5.ª edição da prova, ganha pelo Montpellier, Juventus e West Ham United. As três equipas qualificaram-se para a Copa da UEFA de 1999-00.

## 1.ª Eliminatória
Os jogos realizaram-se a 19 e 20 de Junho para a primeira mão e 26 e 27 de Junho os da segunda mão.
| Equipe 1                 | Total      | Equipe 2               | 1.º jogo | 2.º jogo |
| ------------------------ | ---------- | ---------------------- | -------- | -------- |
| Vålerenga I.F.           | 1-2        | FK Ventspils           | 1-0      | 0-2      |
| PFC Spartak Varna        | 1-8        | K. Sint-Truidense V.V. | 1-2      | 0-6      |
| Polonia Warszawa         | 4-0        | Tiligul Tiraspol       | 4-0      | 0-0      |
| FK Pobeda                | 4-4 (g.p.) | OD Trencin             | 3-1      | 1-3      |
| Rudar Velenje            | 2-2 (g.f.) | Halmstads BK           | 0-0      | 2-2      |
| Herfølge Boldklub        | 0-4        | MŠK Žilina             | 0-2      | 0-2      |
| FCM Bacău                | 0-2        | Ararat Yerevan         | 0-1      | 0-1      |
| FC Lokomotiv-96 Viciebsk | 3-4        | NK Varteks             | 1-2      | 2-2      |
| Union Luxembourg         | 1-7        | Vasas SC               | 1-3      | 0-4      |
| Shelbourne F.C.          | 0-2        | Neuchâtel Xamax        | 0-0      | 0-2      |
| Ceahlăul Piatra Neamţ    | 2-0        | FK Ekranas             | 1-0      | 1-0      |
| SK Hradec Králové        | 1-1 (g.p.) | FC Gomel               | 1-0      | 0-1      |
| NK Hrvatski Dragovoljac  | 1-2        | Newry City F.C.        | 1-0      | 0-2      |
| Maccabi Haifa F.C.       | 2-2 (g.f.) | FK Karabakh            | 1-2      | 1-0      |
| Cementarnica 55 Skopje   | 8-2        | FC Kolkheti-1913 Poti  | 4-2      | 4-0      |
| Korotan Prevalje         | 0-6        | FC Basel               | 0-0      | 0-6      |
| NK Jedinstvo Bihać       | 3-1        | GÍ Gøta                | 3-0      | 0-1      |
| Aberystwyth Town F.C.    | 3-4        | Floriana FC            | 2-2      | 1-2      |
| ÍA Akranes               | 6-3        | KS Teuta               | 5-1      | 1-2      |
| FC Jokerit Helsinki      | 7-1        | Narva Trans            | 3-0      | 4-1      |

Legenda:
- g.f. - equipa apurou-se pela Regra do gol fora de casa
- g.p. - equipa apurou-se após disputa de desempate por penalties

## 2.ª Eliminatória
Os jogos realizaram-se a 3 e 4 de Julho para a primeira mão e 10 e 11 de Julho os da segunda mão.
| Equipe 1                       | Total      | Equipe 2               | 1.º jogo | 2.º jogo |
| ------------------------------ | ---------- | ---------------------- | -------- | -------- |
| Perugia Calcio                 | 1-0        | FK Pobeda              | 1-0      | 0-0      |
| MSV Duisburg                   | 2-1        | Newry City F.C.        | 2-0      | 0-1      |
| FC Basel                       | 4-2        | 1. FC Brno             | 0-0      | 4-2      |
| Cementarnica 55 Skopje         | 2-3        | FC Rostselmash         | 1-1      | 1-2      |
| S.K. Brann                     | 3-3 (g.p.) | NK Varteks             | 3-0      | 0-3      |
| Rudar Velenje                  | 2-4        | SC Austria Lustenau    | 1-2      | 1-2      |
| K.S.C. Lokeren Oost-Vlaanderen | 6-2        | ÍA Akranes             | 3-1      | 3-1      |
| MŠK Žilina                     | 2-4        | FC Metz                | 2-1      | 0-3      |
| FC København                   | 1-4        | Polonia Warszawa       | 0-3      | 1-1      |
| Hammarby IF                    | 6-2        | FC Gomel               | 4-0      | 2-2      |
| FK Ventspils                   | 1-3        | Kocaelispor            | 1-1      | 0-2      |
| FK Karabakh                    | 0-9        | Montpellier HSC        | 0-3      | 0-6      |
| Ararat Yerevan                 | 1-5        | K. Sint-Truidense V.V. | 0-2      | 1-3      |
| Neuchâtel Xamax                | 0-3        | Vasas SC               | 0-2      | 0-1      |
| FC Jokerit Helsinki            | 3-2        | Floriana FC            | 2-1      | 1-1      |
| Ceahlăul Piatra Neamţ          | 5-2        | NK Jedinstvo Bihać     | 2-1      | 3-1      |

Legenda:
- g.p. - equipa apurou-se após disputa de desempate por penalties

## 3.ª Eliminatória
Os jogos realizaram-se a 17 e 18 de Julho para a primeira mão e 24 de Julho os da segunda mão.
| Equipe 1                       | Total      | Equipe 2            | 1.º jogo | 2.º jogo   |
| ------------------------------ | ---------- | ------------------- | -------- | ---------- |
| RCD Espanyol                   | 1-4        | Montpellier HSC     | 0-2      | 1-2        |
| Ceahlăul Piatra Neamţ          | 1-1 (g.f.) | Juventus F.C.       | 1-1      | 0-0        |
| Trabzonspor                    | 4-2        | Perugia Calcio      | 1-2      | 3-0 (f.c.) |
| SC Heerenveen                  | 4-0        | Hammarby IF         | 2-0      | 2-0        |
| West Ham United F.C.           | 2-1        | FC Jokerit Helsinki | 1-0      | 1-1        |
| SC Austria Lustenau            | 2-2 (g.f.) | Stade Rennais FC    | 2-1      | 0-1        |
| Hamburger SV                   | 3-3 (g.f.) | FC Basel            | 0-1      | 3-2        |
| K. Sint-Truidense V.V.         | 2-3        | FK Austria Wien     | 0-2      | 2-1        |
| NK Varteks                     | 2-2 (g.f.) | FC Rostselmash      | 1-2      | 1-0        |
| Kocaelispor                    | 0-3        | MSV Duisburg        | 0-3      | 0-0        |
| K.S.C. Lokeren Oost-Vlaanderen | 2-2 (g.f.) | FC Metz             | 1-2      | 1-0        |
| Polonia Warszawa               | 4-1        | Vasas SC            | 2-0      | 2-1        |

Legenda:
- g.f. - equipa apurou-se pela Regra do gol fora de casa
- f.c. - jogo perdido por falta de comparência

## Meias-finais
Os jogos realizaram-se a 28 de Julho e 4 de Agosto.
| Equipe 1             | Total | Equipe 2         | 1.º jogo | 2.º jogo |
| -------------------- | ----- | ---------------- | -------- | -------- |
| MSV Duisburg         | 1-4   | Montpellier HSC  | 1-1      | 0-3      |
| Trabzonspor          | 3-6   | Hamburger SV     | 2-2      | 1-4      |
| FC Rostselmash       | 1-9   | Juventus F.C.    | 0-4      | 1-5      |
| Stade Rennais FC     | 4-2   | FK Austria Wien  | 2-0      | 2-2      |
| West Ham United F.C. | 2-0   | SC Heerenveen    | 1-0      | 1-0      |
| FC Metz              | 6-2   | Polonia Warszawa | 5-1      | 1-1      |

## Finais
Os jogos realizaram-se a 10 e 24 de Agosto.
| Equipe 1             | Total      | Equipe 2         | 1.º jogo | 2.º jogo |
| -------------------- | ---------- | ---------------- | -------- | -------- |
| Montpellier HSC      | 2-2 (g.p.) | Hamburger SV     | 1-1      | 1-1      |
| Juventus F.C.        | 4-2        | Stade Rennais FC | 2-0      | 2-2      |
| West Ham United F.C. | 3-2        | FC Metz          | 0-1      | 3-1      |

Legenda:
- g.p. - equipa apurou-se após disputa de desempate por penalties